# Frank W. Boykin

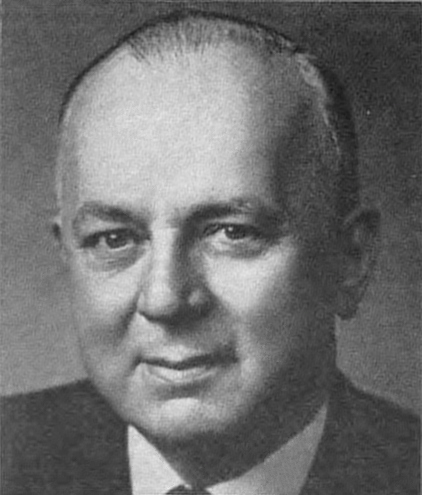
Frank W. Boykin (1961)

Frank William Boykin (* 21. Februar 1885 in Bladon Springs, Choctaw County, Alabama; † 12. März 1969 in Washington, D.C.) war ein US-amerikanischer Politiker. Er vertrat den Bundesstaat Alabama im US-Repräsentantenhaus.

## Leben
Frank Boykin wurde am 21. Februar 1885 in Bladon Springs geboren, wo er auch die öffentliche Schule besuchte. Danach zog seine Familie 1890 nach Fairford. Dort arbeitete er zuerst als kaufmännischer Angestellter in einem Lager und später als Lagermanager. 1905 zog er nach Malcolm um und war bei einem Herstellung von Eisenbahnkreuzriegeln beschäftigt. 1915 lebte er in Mobile und beschäftigte sich mit Grundbesitz, Landwirtschaft, Vieh, Nutzholz, Bauholz und Seehandel im südlichen Alabama.
Während des Ersten Weltkrieges war er als Offizier in der Schiffbauindustrie tätig. Danach wurde er als Demokrat in den 74. Kongress gewählt, um die freie Stelle zu füllen, die durch den Rücktritt von John McDuffie entstand. Er wurde auch in den 75. und die zwölf nachfolgenden Kongresse gewählt. Seine Amtszeit dauerte vom 30. Juli 1935 bis zum 3. Januar 1963. In dieser Zeit war er Vorsitzender des Committee on Patents (78. und 79. Kongress). In seiner Amtszeit im Kongress war er an der Verfassung des Southern Manifesto beteiligt, das sich gegen die Rassenintegration an den öffentlichen Einrichtungen aussprach. 1962 verlor er die Wiederwahl für den 88. Kongress. Darauf kehrte er zu seiner Unternehmenstätigkeit zurück.
Frank Boykin verstarb am 12. März 1969 in Washington, D.C. Er wurde auf dem Pine Crest Cemetery in Mobile beerdigt.